# Silene depressa
Silene depressa är en nejlikväxtart som beskrevs av Friedrich August Marschall von Bieberstein. Silene depressa ingår i släktet glimmar, och familjen nejlikväxter. Inga underarter finns listade i Catalogue of Life.